# André Dippel

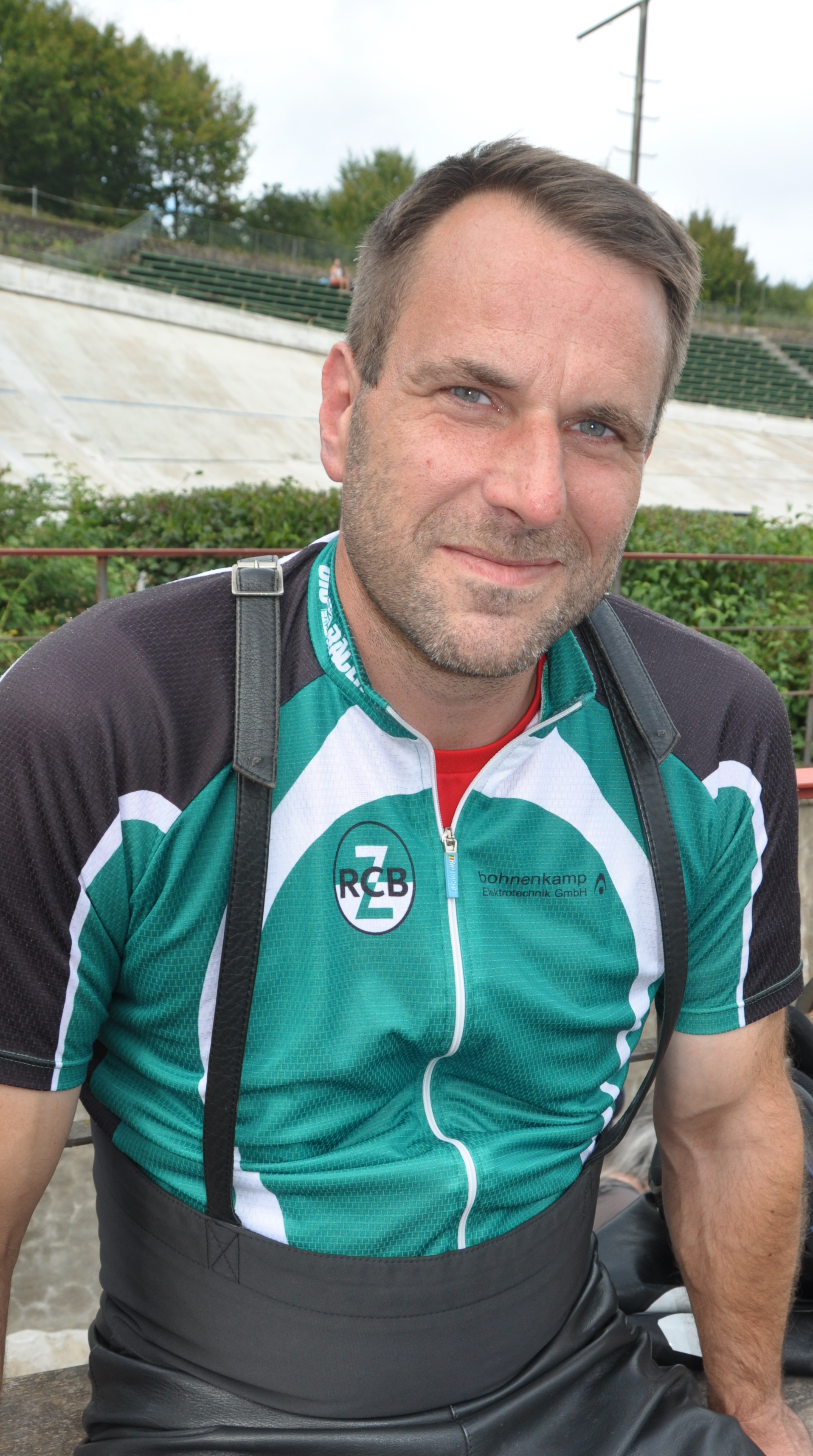
André Dippel (2018)

André Dippel (* 17. Juni 1974 in Bielefeld) ist ein deutscher Schrittmacher.
Dippel ist als Schrittmacher bei Steherrennen und Dernyrennen aktiv. Ab 2008 führte er den Steher Giuseppe Atzeni aus der Schweiz. Er ist der ältere von zwei Söhnen des ebenfalls erfolgreichen Schrittmachers Christian Dippel.

## Erfolge als Schrittmacher
2009
- – Europameister (Schrittmacher von Giuseppe Atzeni) Radrennbahn Forst in Forst

2010
- – Europameister (Schrittmacher von Giuseppe Atzeni), Alkmaar/Niederlande

2011
- – Europameisterschaft (Schrittmacher von Giuseppe Atzeni), Reichelsdorfer Keller in Nürnberg

2013
- – Europameisterschaft (Schrittmacher von Giuseppe Atzeni), Reichelsdorfer Keller in Nürnberg

2019
- Europameisterschaft – Steherrennen (Schrittmacher von Christoph Schweizer), Pordenone
- Deutscher Meister - Steherrennen (Schrittmacher von Christoph Schweizer)

2021
- Deutscher Meister - Steherrennen (Schrittmacher von Christoph Schweizer)

2024
- Deutscher Meister - Steherrennen (Schrittmacher von Luca Harter)